# ブラーフミー数字
ブラーフミー数字とは古代インドで用いられた数字で、紀元前3世紀以前のものであり、現代のインド数字、アラビア数字の直接の祖先である。ただし、概念的には後世の記数法とははっきりと区別される。何故ならゼロを用いた位取り記法ではなく、10の倍数（10、20、30など）ごとに別々の数字があったからである。100や1000を表す記号もあり、連結（合字）されて200,300,200,3000などを表す記号となる。

## 起源
1,2,3の起源は明らかである。それぞれ1本、2本、3本の横棒である。アショーカ王の時代ではローマ数字のように縦棒で表していた。しかし後に漢数字のように横棒になった。最古の碑文では4は十字型の記号で表される。姉妹の文字体系であるカローシュティー文字が4をX字型の記号で表していたことを連想させる。その記号は4本の線、もしくは四方を表していると考えられる。しかし、ほかの数字は最古の碑文でも無意味な記号にしか見えない。それらもまたその数の線の集合で、エジプトのヒエラティック、デモティックの数字においてなされたのと同様な方法で草書体に崩されたという考えがあるが、直接的な証拠はない。同様に、10の倍数を表す記号も互いに明確な関係があるわけではない。ただし、10,20,80,90は円に基づいていると思われる。

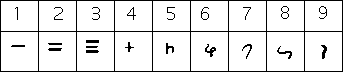
1世紀頃のブラーフミー数字

別の可能性として、ギリシアのアッティカ式記数法のように頭音方式を用い、カローシュティー文字に基づいて作られたとも考えられる。例として、4（chatur）は早期は円記号形（¥）で、カローシュティー文字のchを表す文字によく似ている。同様に5（panca）、6（shat）、7（sapta）、9（nava）はカローシュティー文字のp,sh,s,nに似ている。しかし、時代や記録の欠落に問題がある。アショーカ王の時代の400年後の紀元1,2世紀になるまで全部の数字はそろわない。画線法によるのか、それとも頭音方式に由来するかは、現時点では完全に推測の段階にあり、そのどちらかを支持する明確な証拠はほとんどない。

## 影響
ブラーフミー数字から、3世紀〜5世紀ごろに最初のバクシャーリー数字（古シャーラダー数字）が生まれ、やがて9世紀ごろにグワリオール数字が完成したとされる。